# Oscar Pistorius
Oscar Leonard Carl Pistorius (Johannesburg, 22 novembre 1986) è un ex velocista sudafricano, campione paralimpico nel 2004 sui 200 metri piani e nel 2008 sui 100, 200 e 400 metri piani.
Soprannominato "the fastest man on no legs" (il più veloce uomo senza gambe) e "Blade Runner" (un gioco di parole sulle sue protesi agli arti inferiori, la sua specialità atletica e il celebre film diretto da Ridley Scott), Pistorius è un amputato bilaterale, già detentore dei record mondiali sui 100, 200 e 400 metri piani nella categoria T44 – amputazione di un arto al di sotto del ginocchio (sebbene tecnicamente fosse classificato nella categoria T43 – amputazione di entrambi gli arti al di sotto del ginocchio). Correva grazie a particolari protesi in fibra di carbonio, denominate cheetah (ghepardo).
È stato il decimo atleta a competere sia alle Olimpiadi che alle Paralimpiadi, ma il primo capace di vincere una medaglia in una competizione iridata per normodotati, ottenendo l'argento con la staffetta 4×400 metri sudafricana ai Mondiali di Taegu 2011, correndo solo in batteria. Questo record rimane, al 2023, suo appannaggio esclusivo.
Nel 2017 è stato condannato dalla Suprema Corte d'Appello di Johannesburg a tredici anni e sei mesi di prigione per l'omicidio della fidanzata Reeva Steenkamp, avvenuto nel 2013.

## Biografia

### Gli inizi
Figlio di Henke e Sheila Pistorius (deceduta nel 2002), Oscar nasce con una grave malformazione (emimelia fibulare), che lo costringe, all'età di undici mesi, all'amputazione delle gambe. Negli anni del liceo pratica il rugby e la pallanuoto, poi un infortunio lo porta all'atletica leggera, dapprima per motivi di riabilitazione, poi per scelta.
Il bisnonno materno era un italiano emigrato in Kenya.

### 2004: i primi successi paralimpici
Il suo primo appuntamento agonistico di rilievo sono i Giochi paralimpici di Atene del 2004. A diciassette anni vince il bronzo sui 100 m piani e l'oro sui 200 m piani, battendo anche atleti amputati singoli più quotati di lui, come gli statunitensi Marlon Shirley e Brian Frasure.
Nel 2005 Pistorius esprime il desiderio di gareggiare coi normodotati in occasione dei Giochi olimpici di Pechino 2008.
Un parziale successo lo ottiene nel giugno del 2007, quando gli organizzatori del Golden Gala di Roma gli consentono di competere coi normodotati sui 400 m piani. Il 13 luglio quindi gareggia nello Stadio Olimpico di Roma in occasione del Golden Gala, prendendo parte alla gara B dei 400 m ottenendo la seconda posizione.

### 2008: l'ammissione a gareggiare con i normodotati

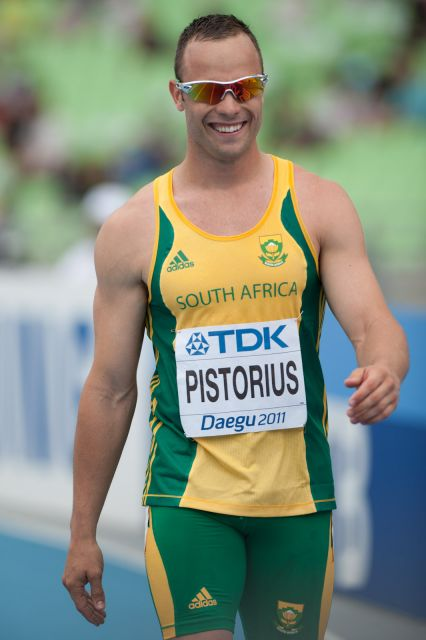
Oscar Pistorius ai Mondiali di

Il 13 gennaio 2008 la IAAF respinge la richiesta di Pistorius di gareggiare con i normodotati, sostenendo che "un atleta che utilizzi queste protesi ha un vantaggio meccanico dimostrabile (più del 30%) se confrontato con qualcuno che non usi le protesi". Il 16 maggio dello stesso anno Pistorius è riabilitato dal tribunale sportivo alla partecipazione dei Giochi olimpici 2008. Nelle motivazioni che hanno portato alla riabilitazione, si legge che "al momento non esistono elementi scientifici sufficienti per dimostrare che Pistorius tragga vantaggio dall'uso delle protesi". Tuttavia non riesce a realizzare il tempo minimo che gli permetterebbe di partecipare alla manifestazione olimpica.
Il 9 settembre vince la medaglia d'oro ai Giochi paralimpici di Pechino nei 100 m piani con il tempo di 11"18 per poi ripetersi il 13 settembre nei 200 m piani (con il tempo di 21"67, record paralimpico) e il 16 settembre nei 400 m piani con il tempo di 47"49, stabilendo il nuovo record mondiale paralimpico.

### 2011: l'argento mondiale con la staffetta a Taegu
Dal 2011 inizia ad allenarsi stabilmente a Gemona del Friuli, insieme ad altri atleti sudafricani.
Il 19 luglio a Lignano Sabbiadoro, corre i 400 m piani in 45"07 realizzando il minimo A valido per la partecipazione ai Mondiali di Taegu 2011 e ai Giochi olimpici di Londra 2012. Ai mondiali prende parte ai 400 metri, venendo eliminato in semifinale con il tempo di 46"19, mentre il 1º settembre, insieme ai compagni di staffetta, realizza il primato nazionale sudafricano della 4×400 metri in occasione delle batterie di qualificazione con il tempo di 2'59"21.
Non corre poi la finale, in cui il Sudafrica si piazzerà al secondo posto, venendo comunque premiato con la medaglia d'argento per la partecipazione in batteria. Il tempo ottenuto in batteria, con Pistorius, è stato migliore del tempo fatto registrare dal quartetto sudafricano in occasione della finale.

### 2012: la partecipazione alle Olimpiadi
Nel 2012 ottiene sui 400 m piani il minimo valido per la partecipazione ai Giochi olimpici di Londra, venendo convocato sia per la prova individuale che per la staffetta 4×400 m. Con la partecipazione olimpica, Pistorius diventa il primo atleta amputato capace di gareggiare ai Giochi olimpici nell'atletica leggera.
Il 4 agosto supera la batteria dei 400 m piani, correndo in 45"44, suo primato stagionale. Il giorno dopo gareggia in semifinale, giungendo 8º della propria serie con il tempo di 46"44 e venendo eliminato. In quest'occasione il campione mondiale Kirani James chiede e ottiene di scambiare con lui il pettorale con i rispettivi cognomi.

## Vita privata

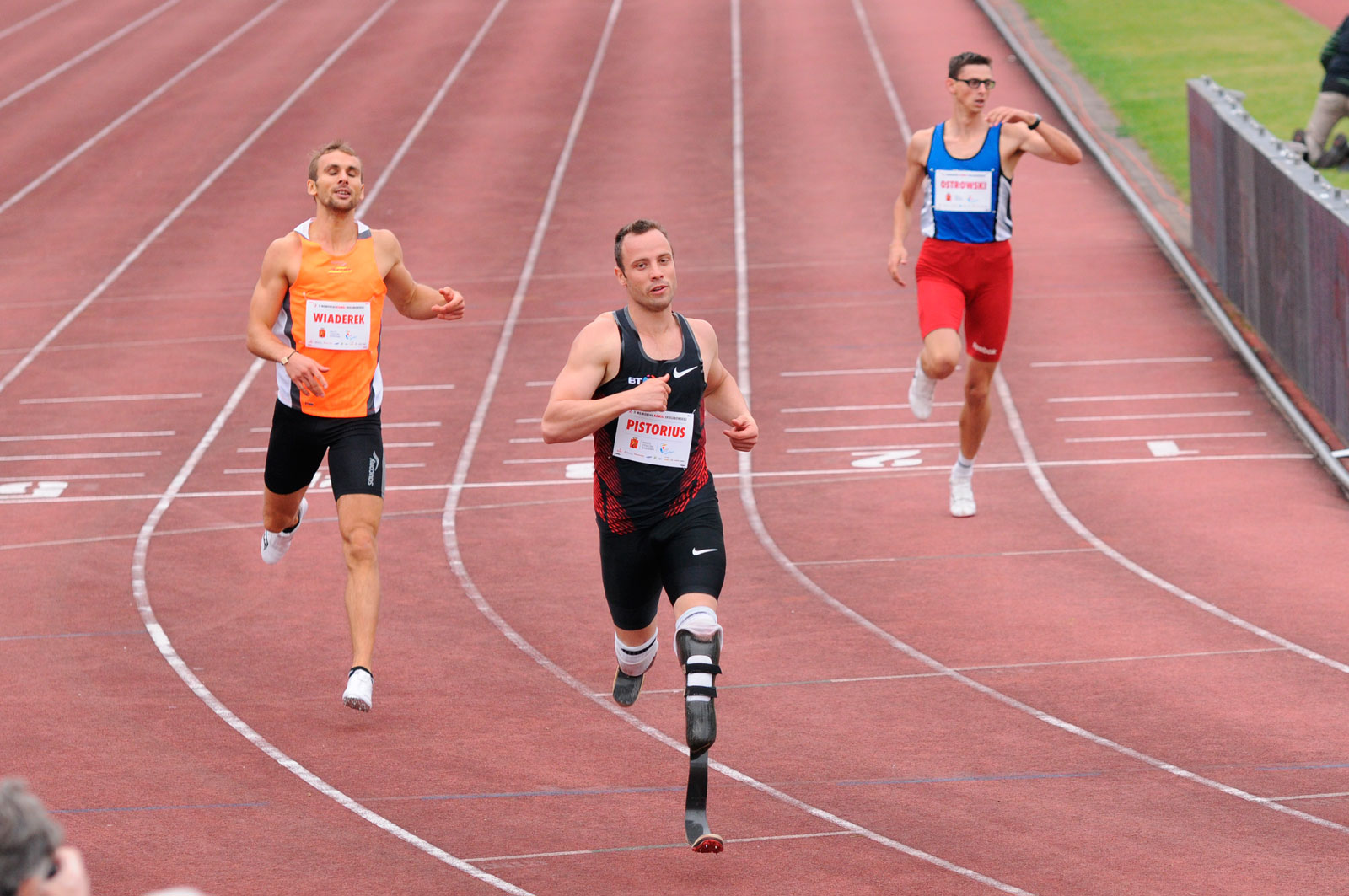
Oscar Pistorius sul traguardo dei 400 m a Varsavia nel 2011

Oltre all'atletica leggera s'interessa di altri sport tra cui il calcio, in particolar modo della Serie A; ha infatti più volte dichiarato di essere un tifoso della Lazio. Ha sempre espresso il suo amore per l'Italia, in particolare per la Maremma, in quanto ha trascorso molte delle proprie estati a Grosseto, allenandosi allo Stadio Carlo Zecchini sotto la guida di Andrea Giannini. Sempre con Giannini si è anche allenato per alcuni anni a Vigevano, presso lo Stadio Dante Merlo; alla città lomellina lo lega anche la collaborazione col giornalista vigevanese della Gazzetta dello Sport Gianni Merlo, insieme al quale nel 2008 scrisse la propria biografia.
Nel 2008 è protagonista del video Via le mani dagli occhi del gruppo italiano Negramaro. Il 22 febbraio 2009 rimane seriamente ferito in un incidente in barca. Nel 2010 riceve dal Laboratorio internazionale della comunicazione il Gamajun International Award.

### Vicende giudiziarie

#### Presunta aggressione
Il 13 settembre 2008 viene arrestato in seguito a una denuncia di aggressione e trascorre una notte in carcere: la vicenda riguardava una ragazza che, ubriaca, aveva preso a calci la porta della casa di Pistorius, ferendosi a una gamba dopo che lui l'aveva accompagnata fuori e che lo aveva per questo accusato di averla attaccata. Lo sportivo è stato rilasciato solo dopo che la verità è emersa, con ammissione di colpa da parte della polizia che si è scusata per l'errore.

#### Omicidio di Reeva Steenkamp
Il 14 febbraio 2013 viene arrestato e interrogato dalla polizia di Pretoria con l'accusa di omicidio per aver ucciso la propria fidanzata, la modella ventinovenne Reeva Steenkamp, con colpi di pistola. Reo confesso, sostenne di aver sparato alla ragazza, scambiandola per un intruso, quattro colpi di pistola attraverso la porta del bagno chiusa, nella casa dove i due convivevano. Il 22 febbraio, dopo otto giorni di carcere e alcune udienze processuali, gli viene concessa la libertà su cauzione. Il 28 marzo l'Alta Corte del Tribunale di Pretoria concede all'atleta la libertà di poter viaggiare all'estero.
Il 3 marzo 2014, a Pretoria, inizia il processo a suo carico. La mattina del 12 settembre, Pistorius viene riconosciuto colpevole di omicidio colposo grave ("culpable homicide"). Il 21 ottobre viene condannato a 5 anni di carcere per omicidio colposo e a 3 anni (sospesi con la condizionale) per il possesso illegale di armi da fuoco. Pistorius passa un anno in prigione, poi viene spostato in detenzione domiciliare dal 20 ottobre 2015.
Nel novembre 2014 la procura sudafricana è ricorsa in appello contro la sentenza, che aveva sorpreso in qualche misura l'ambiente giudiziario, chiedendo che venisse condannato per omicidio volontario senza aggravanti (second degree murder), che prevede come pena minima 15 anni di reclusione. Il ricorso alla Corte Suprema è stato impugnato dai difensori di Pistorius, ma il giudice Thokozile Masipa, presidente nel processo originario, lo ha rigettato nel marzo 2015. Il 3 dicembre 2015 la Corte Suprema d'Appello Sudafricana, accogliendo il ricorso della Procura, lo riconosce colpevole di omicidio volontario, stabilendo che il caso verrà rinviato a un giudice di prima istanza che avrà il compito di infliggere una pena appropriata. I legali di Pistorius hanno fatto ricorso e in attesa della data di inizio del processo fissata per il 16 aprile 2016, a Pistorius sono stati prorogati gli arresti domiciliari su cauzione (circa 630 euro) che sconta nella casa dello zio Arnold con il braccialetto elettronico.
Il 6 luglio 2016 Pistorius è stato condannato a 6 anni di carcere. Successivamente, nel novembre 2017, la Corte Suprema d'Appello del Sudafrica ha aumentato la pena a 13 anni e sei mesi. Pistorius ha scontato la sua pena nel carcere di Atteridgeville, non potendo accedere alla libertà condizionale prima del 2023. Nel novembre 2021 le autorità carcerarie sudafricane hanno avviato i primi passi procedurali per prendere in considerazione la libertà vigilata,  che gli è poi stata concessa nel novembre 2023. Il 5 gennaio 2024 Pistorius è stato rilasciato dal carcere in regime di libertà vigilata.

## Record nazionali
Seniores
- Staffetta 4×400 metri: 2'59"21 ( Taegu, 1º settembre 2011) (Oscar Pistorius, Ofentse Mogawane, Willem de Beer, Shane Victor)

## Progressione

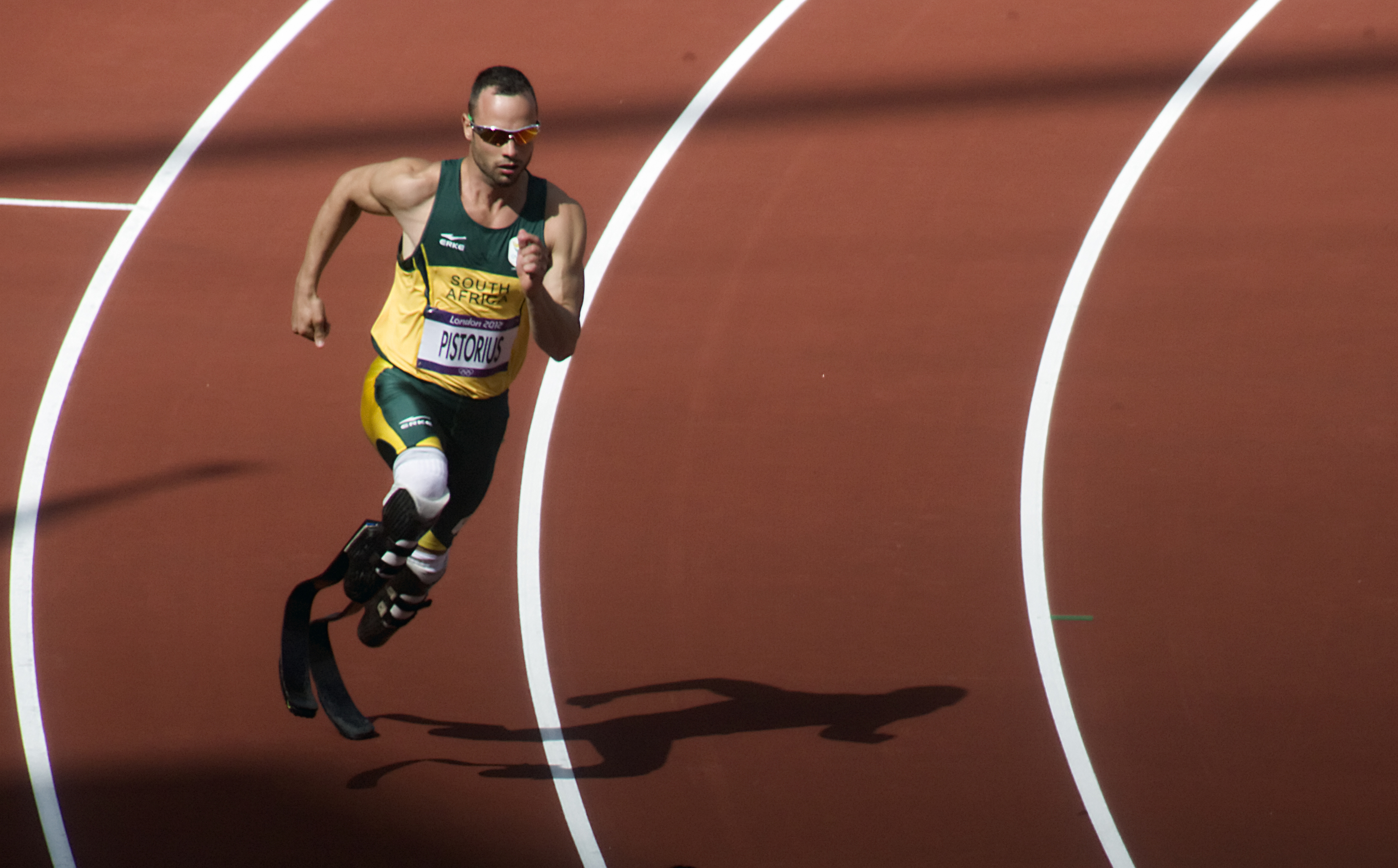
Oscar Pistorius durante i Giochi olimpici di

### 400 metri piani
| Stagione | Tempo | Luogo        | Data      | Rank. Mond. |
| -------- | ----- | ------------ | --------- | ----------- |
| 2012     | 45"20 | Pretoria     | 16-3-2012 | 36º         |
| 2011     | 45"07 | Lignano      | 19-7-2011 | 22º         |
| 2010     | 46"02 | Celle Ligure | 8-7-2010  | 122º        |
| 2009     | 47"07 | Lucerna      | 15-7-2009 | 482º        |
| 2008     | 46"25 | Lucerna      | 16-7-2008 | 169º        |
| 2007     | 46"56 | Durban       | 17-3-2007 | 264º        |
| 2005     | 47"34 | Durban       | 15-4-2005 | 612º        |

## Palmarès
| Anno | Manifestazione      | Sede       | Evento          | Risultato  | Prestazione | Note                                     |
| ---- | ------------------- | ---------- | --------------- | ---------- | ----------- | ---------------------------------------- |
| 2004 | Giochi paralimpici  | Atene      | 100 m piani T44 | Bronzo     | 11"16       |                                          |
| 2004 | Giochi paralimpici  | Atene      | 200 m piani T44 | Oro        | 21"97       |                                          |
| 2008 | Giochi paralimpici  | Pechino    | 100 m piani T44 | Oro        | 11"16       |                                          |
| 2008 | Giochi paralimpici  | Pechino    | 200 m piani T44 | Oro        | 21"67       |                                          |
| 2008 | Giochi paralimpici  | Pechino    | 400 m piani T44 | Oro        | 47"49       | Record mondiale                          |
| 2011 | Mondiali            | Taegu      | 400 m piani     | Semifinale | 46"19       |                                          |
| 2011 | Mondiali            | Taegu      | 4×400 m         | Argento    | 2'59"87     | [ 38 ]                                   |
| 2012 | Campionati africani | Porto-Novo | 400 m piani     | Argento    | 45"52       |                                          |
| 2012 | Campionati africani | Porto-Novo | 4×400 m         | Argento    | 3'04"01     |                                          |
| 2012 | Giochi olimpici     | Londra     | 400 m piani     | Semifinale | 46"54       |                                          |
| 2012 | Giochi olimpici     | Londra     | 4×400 m         | 7º         | 3'03"46     | Miglior prestazione personale stagionale |
| 2012 | Giochi paralimpici  | Londra     | 100 m piani T44 | 4º         | 11"17       | Miglior prestazione personale stagionale |
| 2012 | Giochi paralimpici  | Londra     | 200 m piani T44 | Argento    | 21"52       |                                          |
| 2012 | Giochi paralimpici  | Londra     | 400 m piani T44 | Oro        | 46"68       | Record paralimpico                       |
| 2012 | Giochi paralimpici  | Londra     | 4×100 m T42-46  | Oro        | 41"78       | Record mondiale                          |

## Campionati nazionali
- 2 volte campione nazionale della staffetta 4×400 m (2011, 2012)